# Combat Zone Wrestling
Combat Zone Wrestling (CZW) ist der Name einer US-amerikanischen Promotion, die aktuell in Blackwood, New Jersey beheimatet ist. Eigentümer ist die Gesellschaft Combat Zone Wrestling, LCC mit den hauptverantwortlichen Bookern DJ Hyde und Dave Marquez. Zwischen Juni 2016 und 2020 war CZW Teil des United Wrestling Network.

## Ausrichtung
Ursprünglich als reine Hardcore-Liga begründet, bietet CZW heute neben dem gewaltbetonten Ultraviolent Entertainment auch hochwertiges und technisch basiertes Pro-Wrestling.

## Geschichte

### CZW im Rahmen der lokalen NWA New Jersey
Seit Ende 1998 betrieb der Wrestler John Zandig in Westville, New Jersey eine Wrestling-Schule namens Combat Zone Wrestling School. Diese Schule arbeitete damals eng mit dem örtlichen NWA-Vertreter Dennis Coralluzzo zusammen, der die lokale NWA-Organisation betrieb.
Mit einigen seiner Schüler (Students) veranstaltete Zandig bereits am 19. Februar 1999 öffentliche Schaukämpfe im Rahmen einer Wohltätigkeitsveranstaltung, die unter dem Banner CZW – Opening Night veranstaltet und deren Einnahmen gespendet wurden. Vom positiven Ergebnis überrascht, gründete Zandig kurze Zeit später die Promotion Combat Zone Wrestling (CZW), die nun ihren Standort in Mantua, New Jersey hatte.
Die neue Wrestlingpromotion CZW startete offiziell als Ableger (Local Promotion) der örtlichen NWA, da deren erste Pro-Wrestler aus deren Reihen kamen und diese auch Zandigs Schüler im technischen Wrestling unterrichteten. Ergänzt wurde dieser erste CZW-Kader (Roster) von den fortgeschrittenen Schülern oder bereits vollständig ausgebildeten Wrestlern der CZW-Wrestling-Schule. Am 27. März 1999 wurde mit CZW – The Staple Gun die erste eigenständige CZW-Veranstaltung durchgeführt.

### Etablierung und Aufstieg in der Independent-Szene
Nach der Schließung der NWA New Jersey und deren Major Promotion Championship Wrestling America (2000) trat CZW deren Nachfolge in diesem US-Bundesstaat an und etablierte sich ab diesem Zeitpunkt an als reine Deathmatch-Veranstalterin. Um ihren Anspruch zu betonen, dass CZW mehr als reines Hardcore-Wrestling anbot, nahm sie die Bezeichnung Ultraviolent zur Bewerbung ihrer Tournaments auf und etablierte den Begriff Ultraviolent Entertainment. Registriert wurde CZW nun in Deptfort, New Jersey, während Zandigs Wohnort Sewell nun Sitz der Wrestling-Schule wurde. Dort fanden unter primitivsten Bedingungen Schauveranstaltungen statt, die eher den Charakter von Backyard-Wrestling aufwiesen und die unter ernsthaften Wrestling-Promotionen mehr als nur umstritten waren.
Dennoch etablierte sich CZW rasch in der internationalen Independent-Szene (Independent Circle) und galt Ende 2000 in dieser als aufstrebende Independent Promotion. In dieser Zeit erarbeitete sich CZW den Ruf, die „brutalste Promotion“ im Pro-Wrestling zu sein. Auch arbeitete CZW eng mit der japanischen Promotion Big Japan zusammen, die ein ähnliches Show-Konzept entwickelt hatte. Zudem wurde mit einer weiteren US-amerikanischen Independent Promotion (IWA Mid-South) unter der Führung des ehemaligen ECW-Wrestlers Ian Rotten ein brutal angelegtes Fehdenprogramm begonnen, welches erst am 28. Juni 2003 bei der IWA Invasion im benachbarten Dover, Delaware beim CZW-Tournament Extreme Death Match Challenge 8 seinen Abschluss finden sollte.

### Verbot des Deathmatch-Wrestlings in New Jersey
Aufgrund zahlreicher und zum Teil schwerwiegender Verletzungen der bei CZW verpflichteten Wrestler verbot die regionale Nationale Sportkommission der CZW im Bundesstaat New Jersey, in ihrem Zuständigkeitsbereich weiterhin Deathmatches durchzuführen. CZW wurde so das heimatliche Territorium entzogen. CZW könne zwar Hardcore-Wrestling darbieten und in New Jersey weiterhin in seiner Schule Wrestler ausbilden, aber die öffentlichen Schaukämpfe sollten primär technisches Wrestling umfassen. Bei Verweigerung wurde Zandig als Eigentümer der CZW angedroht, dass man bei Verstoß gegen diese Auflagen diesen, dessen Promotion und den dort verpflichteten (gebookten) Wrestlern diese mit einem Sperrvermerk ins regionale Blackbook versehen würde, was de facto die Schließung von CZW als Promotion und dem Berufsverbot aller dortigen Akteure bedeutet hätte.
Zandig willigte augenscheinlich den ihm diktierten Auflagen ein, wich jedoch bereits Anfang 2001 ins benachbarte Delaware aus, dass er kurzerhand in sein „CZW-Territorium“ einband: In New Jersey erfüllte Zandigs CZW alle Auflagen und die Shows waren nun durch technisches Wrestling und zahlreichen Hardcore-Elementen geprägt. Die heimatlichen Shows standen zudem unter strenger Kontrolle der Sportkommission und eine geraume Zeit lang waren bei den angesetzten Tournaments auch deren Vertreter anwesend, welche die Einhaltung der Auflagen wachen sollten. Um seinem Publikum dennoch reines Deathmatch-Wrestling bieten zu können, band er den Bundesstaat Delaware ein, der bis 2009 über keine Nationale Sportkommission verfügen sollte. 2001 stellte zudem eines der wichtigsten Jahre in der Historie von CZW dar: Zum einen fand in diesem Jahr der Höhepunkt der Zusammenarbeit zwischen Big Japan und CZW statt, als Zandig im Rahmen des gemeinsamen Tournaments die erfolgreiche CZW Invasion bookte und die japanische Partnerorganisation infolgedessen fast bankrottging: Zandigs Wrestler hatte die Shows bewusst brutal angelegt und die CZWler verletzten einen japanischen Superstar nach dem anderen. Für CZW war diese Invasions-Story als durchweg erfolgreich anzusehen, für deren japanische Partnerin eher weniger. Nach Abschluss dieses Fehdenprogramms weigerte sich Big Japan bis zum Verkauf der CZW an DJ Hyde (2009) standhaft, weiterhin mit CZW zu arbeiten. Zum anderen stellte ECW im April gleichen Jahres ihren Betrieb ein und CZW konnte im Anschluss daran ihre Tätigkeit auch nach Pennsylvania ausdehnen. CZW löste sich in New Jersey auf und stellte sich in Philadelphia neu auf: Ihre Veranstaltungen fanden nun in der alten ECW-Arena, der alten „Viking Hall“ statt. Dort konkurrierte CZW zudem mit der ebenfalls 1999 gegründeten Promotion XPW, deren Sports Entertainment dem Ultraviolent Entertainment der CZW entsprach und deren damaliger Sponsor eine Sex-Hotline war; aber von der Ausarbeitung einer gemeinsamen Storyline wurde weitgehend abgesehen. Im Zuge des Umzugs nach Pennsylvania wurde in New Jersey die bisherige Combat Zone Wrestling School geschlossen. Diese bildete in Philadelphia die Basis der neuen, Ligen-übergreifenden CZW Professional Wrestling Academy, deren Cheftrainer der heutige CZW Head Booker DJ Hyde wurde. Dieser agierte zuvor bei verschiedenen IWA-Gliederungen (IWA Mid-South, IWA East-Coast), MCW und FTW.

### Fehdenprogramm mit der IWA Mid-South und Zusammenarbeit mit dem internationalen Independent Circle
Anfang 2003 wurde eine Zusammenarbeit mit der bis dahin konkurrierenden IWA Mid-South begonnen, mit der man eine Invasion-Storyline ausgearbeitet hatte. Dieses halbjährige Fehdenprogramm wurde im Sommer gleichen Jahres für beide Seiten erfolgreich abgeschlossen. Als integraler Bestandteil des internationalen Independent Circles arbeite CZW im Rahmen der jeweiligen Storyline auch mit RoH, TNA und ECCW zusammen.

### Besitzerwechsel und erneute Zusammenarbeit mit Big Japan und Einbindung der wXw
2009 zog sich John Zandig vollständig aus dem Wrestling zurück und übergab die Leitung von CZW seinem Cheftrainer DJ Hyde, der sich auch beim CZW-Publikum einer großen Beliebtheit erfreute. Dieser erneuerte, über Kontakt mit dem Board Of Directors der wXw, die Zusammenarbeit mit Big Japan und Wrestler der CZW sind seitdem regelmäßige Gäste der zwei Promotionen. Noch im Jahr 2009 gewann der deutsche Deathmatch-Wrestler Thumbtack Jack das in den USA veranstaltete Tournament Of Death Rewind die lokale CZW Ultraviolent Underground Championship von Sami Callihan für die Dauer von 84 Tagen. 2010 wurde erstmals mit CZW Live in Germany eine reine CZW-Veranstaltung in Deutschland durchgeführt, die v. a. unter der Federführung DJ Hydes stand. Im Gegenzug begann wXw mit wXw The Vision in Union City, New Jersey als erste deutschsprachige Promotion eine eigenständige Veranstaltung in den USA abzuhalten.
November 2010 richteten beide Promotionen in Oberhausen die Show T.O.D. vs. Gorefest aus, welches sich am Tournament Of Death der CZW orientierte und eine der brutalsten Shows im deutschsprachigen Raum darstellte. Die deutsche wXw wiederum kehrte 2011 mit wXw Kreuzzug ZXI wieder in die Staaten zurück, wo sie jetzt in der CZW Arena (der ehemaligen Viking Hall) agierte.
Am 1. Juni 2013 gab das wXw Board Of Directors in persona von Christian Michael Jacobi während der Veranstaltung wXw Death End XIII bekannt, dass die Zusammenarbeit von CZW, BJW und wXw weiter intensiviert werden und dass alle drei ein gemeinsames Veranstaltungsbanner namens World Triangle League aufstellen würden, welches erstmals im Oktober gleichen Jahres in Oberhausen durch ein vier-Tage-Programm in der internationalen Wrestling-Szene etabliert werden würde.

### CZW als Local Promotion der NWA
Am 9. Dezember 2017 kehrte CZW als Local Promotion in die Reihen der NWA zurück, als sie im Rahmen ihres Tournaments Cage Of Death 19 einen Titelkampf um die NWA Worlds Heavyweight Championship austragen ließ. Die NWA unter ihrem neuen Besitzer Billy Corgan lässt nun ihre Wrestler offiziell an Deathmatches teilnehmen und trägt diese in begrenzten Rahmen nun auch selbst aus.

## Nachwuchs
Aktuelle Wrestling-Schule stellt aktuell das CZW Dojo dar, welche die Traditionen der ehemaligen Combat Zone Wrestling School (Deathmatch Wrestling) und der CZW Professional Wrestling Academy (technisches Pro-Wrestling) kombiniert und aufrechterhält. An dieser Schule wird der aktuelle Nachwuchs-Kader von CZW ausgebildet, trainiert und auf ihren späteren Einsatz in möglichen Wrestling-Matcharten vorbereitet.

## Aktuelle Titelträger
| Championship(s)                    | Amtierende(r) Champion                | Datum des Titelgewinns |
| ---------------------------------- | ------------------------------------- | ---------------------- |
| CZW World Heavyweight Championship | Joe Gacy                              | 13. September 2019     |
| CZW Wired Championship             | Jordan Oliver                         | 13. Oktober 2018       |
| CZW World Tag Team Championship    | The REP (Dave McCall und Nate Carter) | 9. Dezember 2018       |
| CZW Medal Of Valor Championship    | Eran Ashe                             | 20. Oktober 2018       |

## Bekannte Veranstaltungen
- CZW — Cage Of Death
- CZW — Ultraviolent Tournament Of Death
- CZW — Best Of The Best